# 于楓 (演員)
于楓（1951年10月7日—2015年5月27日），香港女演員，為1960至70年代邵氏電影公司當家花旦之一。

## 生平
出生於台灣。15歲出道。1970年代參演邵氏多部電影，在當時為邵氏最年輕的女主角，並有接演亞洲電視與無線電視的電視劇。
于楓於1973年與梁廷鏘結婚後，逐漸淡出影視圈，並育有一子梁作華，後來兩人因性格不合而離婚。但根據《頭條日報》指出，因周伊倫介入兩人的婚姻關係，梁廷鏘才向于楓提出離婚。離婚後的于楓，便與葉振棠成為工作上拍檔，兩人進而成為男女朋友的關係。
2013年，于楓被診斷出胃癌第四期，並且癌細胞已擴散至肝臟。梁作華考量到母親是台灣人，便找台灣名醫救治。不久後，于楓來台接受化療醫治。由於于楓堅持活下去，在經過40多次的化療後，最終因癌細胞已擴散至淋巴組織與骨頭，家人才將于楓於2015年2月轉診至香港瑪麗醫院，但是之後的病情便急轉直下。同年5月27日凌晨0時許，于楓因胃癌病逝於香港瑪麗醫院，享年63歲。

## 感情生活
于楓於1990年代與香港男歌手葉振棠成為工作上拍檔，二人進而成為伴侶。二人曾同居逾二十年，但並未結婚。于楓既一直照顧患有眼疾的葉振棠的起居飲食，亦曾在事業上為葉處理演出工作的安排。 2015年，于楓病逝，葉振棠此前亦一直有在醫院守候相伴直至女友離世。

## 外部連結
- 于楓的新浪微博
- 于楓在互联网电影资料库（IMDb）上的資料（英文）
- 在AllMovie上于楓的頁面（英文）
- 于楓在香港影庫上的簡介